# Scopelosaurus hamiltoni
Scopelosaurus hamiltoni är en fiskart som först beskrevs av Waite, 1916.  Scopelosaurus hamiltoni ingår i släktet Scopelosaurus och familjen Notosudidae. Inga underarter finns listade i Catalogue of Life.